# Georges-Eugène Paul
Georges-Eugène Paul, francoski general, * 1883, † 1963.